# 1704
Cette page concerne l'année 1704  du calendrier grégorien.
L'année 1704 est une année bissextile qui commence un mardi.

## Événements
- 19 février : l'empereur moghol Aurangzeb fait supprimer la jiziya[1].
- 28 février : ouverture à New York d'une première école ouverte aux élèves noirs. C'est le Français Elias Neau qui initie cette fondation[2]. Elle est brûlée comme hérétique en juillet 1706.
- 29 février : attaque franco-indienne sur la position anglaise de Deerfield[3] (actuellement dans le Massachusetts).
- 5 mai : entrée en vigueur (enregistrement) de l'ordonnance ou édit de mars 1685 dans la colonie française de Guyane.
- Août : début d'un mouvement politique et religieux au Congo, organisé par la prêtresse Kimpa Vita, convertie au christianisme sous le nom de Béatrice[4].
- Octobre : le marin écossais Alexandre Selkirk est débarqué sur Más a Tierra, future île Robinson Crusoe, au large du Chili, où il reste jusqu'en février 1709[5].
- 20 novembre, querelle des Rites : le pape Clément XI condamne les « rites chinois »[6] (adoption par les missionnaires jésuites de certains éléments propres au culte de Confucius et des ancêtres pour mieux favoriser la diffusion du christianisme en Chine.
- 22 novembre : réunion de la première assemblée du Delaware, devenue une colonie « privée » anglaise distincte de la Pennsylvanie[7].
- 10 décembre : victoire du bey de Tunis Ibrahim Cherif sur la régence de Tripoli. L’armée tunisienne doit lever le siège de Tripoli le 11 janvier 1705, menacée par la peste et une offensive algérienne[8].

- Hasan Pacha est nommé gouverneur ottoman de Bagdad (1704-1723). Début de la lignée irakienne des pachas mamelouks (jusqu'en 1831)[9].
- Un tremblement de terre touche Gondar en Éthiopie[10].

### Europe
- 12 mai : armistice du pont d'Avène[11]. Les Camisards de Jean Cavalier déposent les armes après l’intervention de Villars. Fin de la Guerre des Cévennes.
- 8 juillet : François II Rákóczi est proclamé prince souverain de Transylvanie par la diète de Gyulafehérvár (Alba Iulia) (fin de règne en 1735)[12]. La majorité des nobles de Hongrie se rallient à lui. Soutenu par la France, il organise un gouvernement provisoire et tient tête à l’Autriche jusqu’en 1708. La défaite de la France à Blenheim lui fait perdre d’espoir du secours de troupes étrangères.
- 12 juillet : la Suède impose Stanislas Leszczynski sur le trône de Pologne (fin en 1709 puis 1733-1736)[13]. Auguste II de Pologne est détrôné par Charles XII de Suède au profit du prince palatin de Posnanie Stanislas Leszczynski, qui est élu à Varsovie par huit cents nobles encadrés par les soldats suédois, grâce à l’ambassadeur de Suède le comte Arvid Bernhard de Horn. Stanislas désigne un gouvernement et autorise deux armées étrangères —une suédoise et l’autre russe— à opérer en Pologne.

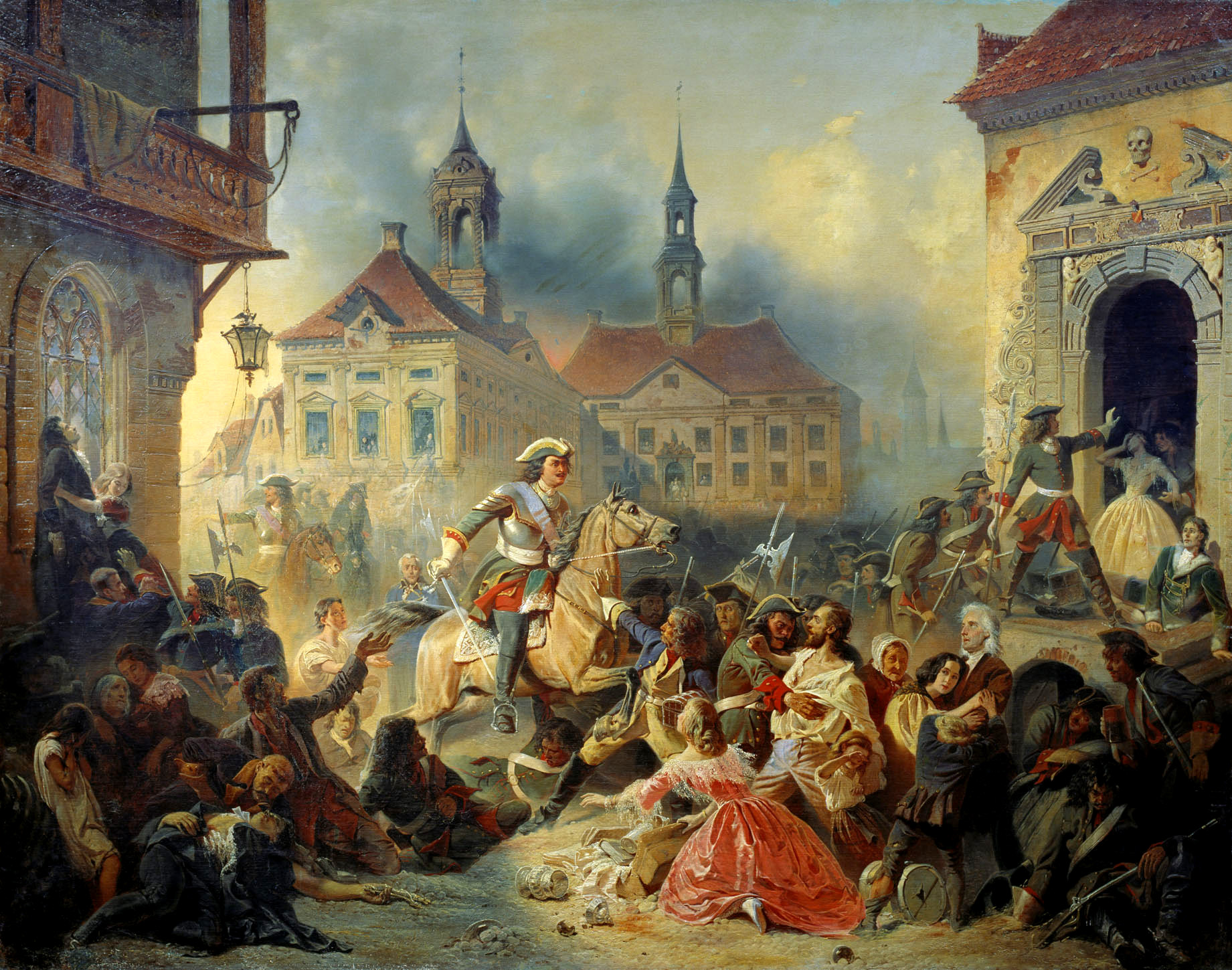
Août : Pierre le Grand arrête ses soldats pillards après la prise de Narva

- 6 août (26 juillet du calendrier julien) : victoire suédoise sur une armée russo-polonaise à la bataille de Jēkabpils[14].
- 20 août, seconde Guerre du Nord : après un assaut meurtrier, Pierre le Grand de Russie reprend Narva à la Suède[15].
- 28 octobre : bataille de Punitz. Le général saxon Schulenburg est attaqué près de Punitz, en Pologne par Charles XII de Suède. Après la défaite de sa cavalerie, il parvient à se retirer en Saxe malgré la poursuite des Suédois[16].
- 18 décembre : crise bancaire en Écosse. La Banque d'Écosse est en cessation de paiement[17].

#### Guerre de Succession d'Espagne
- 7 mars : l’archiduc Charles arrive à Lisbonne sur un navire anglais avec des troupes anglaises et hollandaises[18]. Il s’affirme roi d’Espagne (9 mars)[19].
- 30 avril, Placencia : Philippe V d'Espagne déclare la guerre au roi Pierre II de Portugal, à l’archiduc Charles et leurs alliés[20].
- 22 juin : après leur entrevue à Mundelsheim, sur le Neckar le 10 juin, le prince de Bade, le prince Eugène de Savoie et le duc de Marlborough font la jonction de leurs troupes près d'Ulm[18].
- 1er juillet : Tallard passe le Rhin à Strasbourg et marche sur Villingen pour l'assiéger[18].

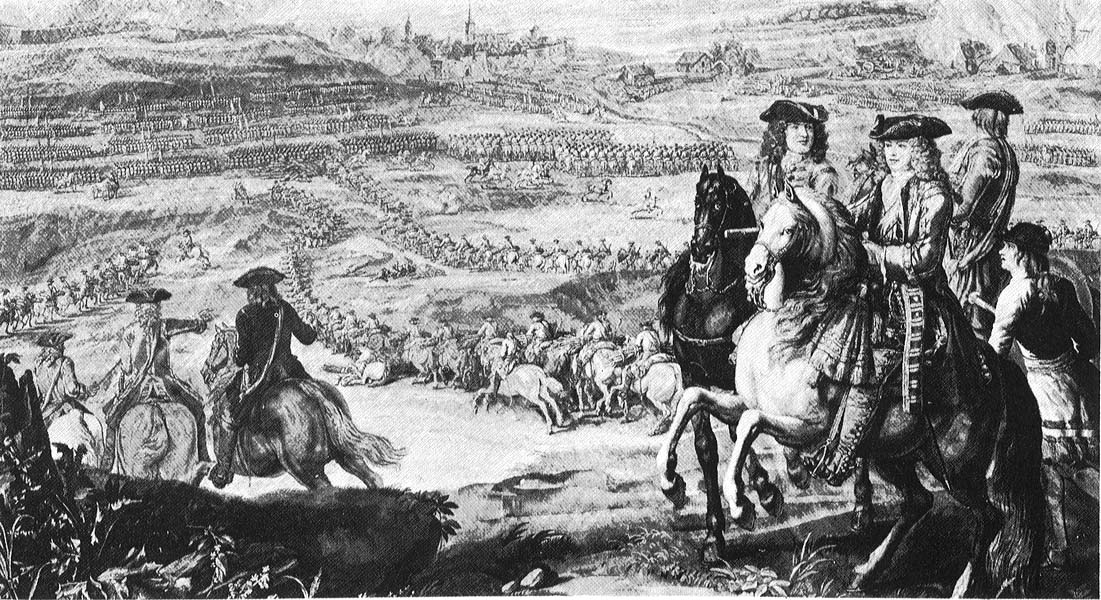
2 juillet : L'assaut du Schellenberg à Donauworth

- 2 juillet : victoire de Marlborough sur les Franco-bavarois à la bataille de Schellenberg[18].
- Juillet, Italie : succès de La Feuillade et de Vendôme. Prises de Suse (12 juillet), de Pignerol et de Verceil (20 juillet) par les Français[18].
- 1er - 3 août : prise de Gibraltar. Sous le commandement de l'anglais George Rooke, de l’amiral Byng et de prince de Hesse, les alliés anglais et néerlandais s'emparent du point stratégique de Gibraltar après trois jours de combats[21].

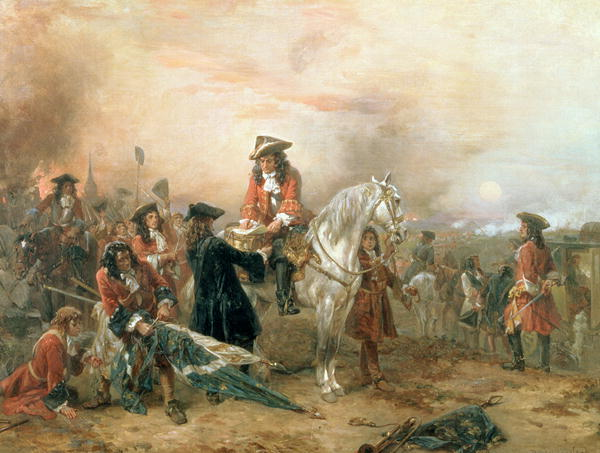
13 août : Le duc de Marlborough signant une dépêche à Bleheim.

- 13 août : victoire controversée de Marlborough, venu des Pays-Bas, du prince d’Anhalt-Dessau et du prince Eugène à la bataille de Blenheim (ou de Höchstädt), en Bavière, sur les Franco-Bavarois des maréchaux Tallard et Marsin[18]. Les Français sont rejetés du Danube sur le Rhin. La Bavière est mise à sac.
- 17 août : Maximilien-Emmanuel laisse la régence de la Bavière occupée à son épouse Thérèse Sobieska et se retire à Bruxelles[18].
- 24 août : bataille navale de Vélez-Málaga[18]. Tentative française de reprendre pied à Gibraltar avec l'envoi d'une force navale de 50 bateaux et 24 275 hommes. Face à cette flotte commandée par l'Amiral de France comte de Toulouse, George Rooke dispose de 53 vaisseaux et 22 543 hommes qui parviennent à repousser l'assaut français.
- 6 septembre : les armées des Alliés passent le Rhin[18].
- 11 septembre : le feld-maréchal autrichien Johann Karl von Thüngen prend Ulm[18].
- 12 septembre : le prince de Bade assiège Landau qui capitule le 24 novembre[18].
- 17 septembre : Vendôme prend Ivrée[18].
- 7 novembre :
  - Convention d'Ibersheim. La Bavière est mise à la disposition de l'empereur Léopold par la régente Thérèse Sobieska[18].
  - Les Anglais parviennent à briser pour la première fois le siège imposé par les Français et les Espagnols à Gibraltar[22].
- 25 novembre : Prise de Landau par Marlborough mais échec de la prise de Vieux-Brisach

## Naissances en 1704
- 3 janvier : Louis-Antoine Sixe, peintre français († 13 avril 1780).
- 29 janvier : Francesco Appiani, peintre baroque italien († 1792).
- 12 février : Charles Pinot Duclos, écrivain et historien français († 26 mars 1772).
- 6 juin : Giovanni Andrea Irico, érudit italien, préfet de la Bibliothèque Ambrosienne à Milan († 2 mars 1782).
- 31 juillet : Gabriel Cramer, mathématicien suisse († 4 janvier 1752).
- 26 août : Pierre Lenfant, peintre français († 23 juin 1787).
- 3 septembre : Joseph de Jussieu, botaniste français († 11 avril 1779).
- 5 septembre : Maurice Quentin de Latour, peintre français († 17 février 1788).
- 3 décembre : Joseph François Parrocel, peintre et graveur français († 14 décembre 1781).

## Décès en 1704
- 2 février : Guillaume François Antoine, marquis de L'Hôpital, mathématicien français (° 1661).
- 3 février : Antonio Molinari, peintre italien (° 21 janvier 1655).
- 7 février : Lady Mary Dering, compositrice anglaise (° 3 septembre 1629).
- 23 février : Georg Muffat, musicien autrichien (° 1er juin 1653).
- 24 février : Marc-Antoine Charpentier, musicien français (° ~1643).
- 1er mars : Joseph Parrocel, peintre français (° 3 octobre 1646).
- Avant le 3 mars : Hendrik Herregouts, peintre baroque flamand de l'école d'Anvers (° 1633).
- 13 mars : Giovanni Anastasi, peintre italien (° 17 mars 1653).
- 21 mars : Paul Lemoyne de Maricourt, explorateur français du Canada (° 15 décembre 1663).
- 10 avril : Guillaume-Egon de Furstenberg, cardinal, évêque de Strasbourg (° 2 décembre 1629).
- 12 avril : Jacques-Bénigne Bossuet, écrivain et homme d'Église français (° 27 septembre 1627).
- 20 avril : Agnes Block, collectionneuse d'art, peintre et horticultrice néerlandaise (° 29 octobre 1629).
- 30 avril : Gabriel Blanchard, peintre français (° 26 décembre 1630).
- 3 mai : Heinrich Ignaz Franz Biber, musicien allemand (° 12 août 1644).
- 13 mai : Louis Bourdaloue, jésuite français (° 20 août 1632).
- 1er octobre : Cornelis Dusart, peintre, dessinateur et graveur néerlandais (° 24 avril 1660).
- 3 octobre : Jean Baptiste Denis, médecin français (° 1643).
- 21 octobre : Maria Antonia Scalera-Stellini, poétesse italienne, membre de l'Académie d'Arcadie (° 1634).
- 28 octobre : John Locke, philosophe anglais (° 29 août 1632).
- 20 novembre : Charles Plumier, botaniste et voyageur-naturaliste français (° 20 avril 1646).
- Date précise inconnue :
- Adriaen van Diest, peintre hollandais (° 12 décembre 1655).